# Кубок мира по лыжным гонкам 2003/2004
Кубок мира по лыжным гонкам 2003/2004 года (англ. 2003–04 FIS Cross-Country World Cup). Сезон начался 25 октября 2003 года, а завершился 14 марта 2004 года.

## Мужчины

### Гонки
| Дата       | Место проведения | Дисциплина                         | Победитель                                                                          | Второе место                                                                             | Третье место                                                                        |
| ---------- | ---------------- | ---------------------------------- | ----------------------------------------------------------------------------------- | ---------------------------------------------------------------------------------------- | ----------------------------------------------------------------------------------- |
| 25.10.2003 | Дюссельдорф      | Спринт свободным стилем            | Петер Ларссон                                                                       | Мартин Коукал                                                                            | Тобиас Фредрикссон                                                                  |
| 26.10.2003 | Дюссельдорф      | Командный спринт                   | Швеция I · Петер Ларссон · Тобиас Фредрикссон                                       | Германия I · Аксель Тайхман · Тобиас Ангерер                                             | Норвегия II · Тур Арне Хетланн · Ховард Бьеркели                                    |
| 22.11.2003 | Бейтостёлен      | 15 км свободным стилем             | Пьетро Пиллер Коттрер                                                               | Туре Рууд Хуфстад                                                                        | Аксель Тайхман                                                                      |
| 23.11.2003 | Бейтостёлен      | Эстафета 4х10 км                   | Германия · Йенс Фильбрих · Аксель Тайхман · Рене Зоммерфельдт · Тобиас Ангерер      | Норвегия I · Йенс Арне Свартедал · Одд-Бьёрн Йельмесет · Ларс Бергер · Туре Рууд Хуфстад | Норвегия II · Фруде Эстиль · Туре Бьонвикен · Фруде Андресен · Уле-Эйнар Бьёрндален |
| 28.11.2003 | Куусамо          | 15 км классическим стилем          | Андерс Эукланн                                                                      | Йенс Арне Свартедал                                                                      | Андерс Сёдергрен                                                                    |
| 30.11.2003 | Куусамо          | 30 км свободным стилем             | Аксель Тайхман                                                                      | Андерс Сёдергрен                                                                         | Рене Зоммерфельдт                                                                   |
| 6.12.2003  | Доббьяко         | 30 км свободным стилем, масс-старт | Матиас Фредрикссон                                                                  | Рене Зоммерфельдт                                                                        | Кристен Шельдаль                                                                    |
| 7.12.2003  | Доббьяко         | Командный спринт                   | Норвегия I · Тур Арне Хетланн · Ховард Бьеркели                                     | Швеция I · Петер Ларссон · Тобиас Фредрикссон                                            | Норвегия II · Йон Кристиан Даль · Ховард Сольбаккен                                 |
| 13.12.2003 | Давос            | 15 км классическим стилем          | Андрус Веэрпалу                                                                     | Николай Панкратов                                                                        | Андерс Сёдергрен                                                                    |
| 14.12.2003 | Давос            | Эстафета 4х10 км                   | Норвегия I · Андерс Эукланн · Фруде Эстиль · Йенс Арне Свартедал · Тур Арне Хетланн | Германия · Йенс Фильбрих · Андреас Шлюттер · Рене Зоммерфельдт · Тобиас Ангерер          | Швеция · Мартин Ларссон · Матс Ларссон · Юхан Ульссон · Андерс Хёгберг              |
| 16.12.2003 | Валь-ди-Фьемме   | Спринт классическим стилем         | Йенс Арне Свартедал                                                                 | Йон Кристиан Даль                                                                        | Андрус Веэрпалу                                                                     |
| 20.12.2003 | Рамзау           | Скиатлон 15+15 км                  | Матиас Фредрикссон                                                                  | Рене Зоммерфельдт                                                                        | Андерс Сёдергрен                                                                    |
| 21.12.2003 | Рамзау           | 10 км свободным стилем             | Кристиан Хоффман                                                                    | Тобиас Ангерер                                                                           | Аксель Тайхман                                                                      |
| 6.1.2004   | Фалун            | 30 км свободным стилем             | Тобиас Ангерер                                                                      | Пьетро Пиллер Коттрер                                                                    | Рене Зоммерфельдт                                                                   |
| 10.1.2004  | Отепя            | 30 км свободным стилем, масс-старт | Фруде Эстиль                                                                        | Андерс Эукланн                                                                           | Иван Алыпов                                                                         |
| 11.1.2004  | Отепя            | Эстафета 4х10 км                   | Германия · Андреас Шлюттер · Йенс Фильбрих · Аксель Тайхман · Тобиас Ангерер        | Италия · Бруно Каррара · Валерио Кекки · Пьетро Пиллер Коттрер · Фульвио Вальбуза        | Россия · Николай Панкратов · Михаил Иванов · Иван Алыпов · Владимир Вилисов         |
| 17.1.2004  | Нове-Место       | 15 км классическим стилем          | Андрус Веэрпалу                                                                     | Фруде Эстиль                                                                             | Яак Маэ                                                                             |
| 19.1.2004  | Нове-Место       | Спринт свободным стилем            | Тобиас Фредрикссон                                                                  | Петер Ларссон                                                                            | Ховард Бьеркели                                                                     |
| 25.1.2004  | Валь-ди-Фьемме   | 70 км свободным стилем             | Андерс Эукланн                                                                      | Джорджо Ди Чента                                                                         | Йёрген Эукланн                                                                      |
| 7.2.2004   | Ла-Клюза         | 15 км свободным стилем             | Фульвио Вальбуза                                                                    | Венсан Витто                                                                             | Кристиан Хоффман                                                                    |
| 8.2.2004   | Ла-Клюза         | Эстафета 4х10 км                   | Франция · Александр Русселе · Кристоф Перрия · Венсан Витто · Эммануэль Жоннье      | Германия · Йенс Фильбрих · Аксель Тайхман · Рене Зоммерфельдт · Тобиас Ангерер           | Россия · Николай Панкратов · Михаил Иванов · Евгений Дементьев · Сергей Новиков     |
| 13.2.2004  | Оберстдорф       | 30 км свободным стилем             | Рене Зоммерфельдт                                                                   | Рето Бургермайстер                                                                       | Лукаш Бауэр                                                                         |
| 15.2.2004  | Оберстдорф       | Командный спринт                   | Германия II · Йенс Фильбрих · Аксель Тайхман                                        | Россия I · Иван Алыпов · Василий Рочев                                                   | Германия I · Рене Зоммерфельдт · Тобиас Ангерер                                     |
| 18.2.2004  | Стокгольм        | Спринт классическим стилем         | Йенс Арне Свартедал                                                                 | Йон Кристиан Даль                                                                        | Одд-Бьёрн Йельмесет                                                                 |
| 21.2.2004  | Умео             | 15 км классическим стилем          | Матиас Фредрикссон                                                                  | Евгений Дементьев                                                                        | Яак Маэ                                                                             |
| 22.2.2004  | Умео             | Эстафета 4х10 км                   | Германия · Франц Гёринг · Андреас Шлюттер · Йенс Фильбрих · Аксель Тайхман          | Норвегия I · Одд-Бьёрн Йельмесет · Фруде Эстиль · Кристен Шельдаль · Туре Рууд Хуфстад   | Швеция · Матс Ларссон · Йорген Бринк · Андерс Хёгберг · Матиас Фредрикссон          |
| 24.2.2004  | Тронхейм         | Спринт свободным стилем            | Януш Кренжелок                                                                      | Тобиас Фредрикссон                                                                       | Андерс Хёгберг                                                                      |
| 26.2.2004  | Драммен          | Спринт классическим стилем         | Ховард Бьеркели                                                                     | Тур Арне Хетланн                                                                         | Андерс Хёгберг                                                                      |
| 28.2.2004  | Осло             | 50 км свободным стилем             | Рене Зоммерфельдт                                                                   | Фульвио Вальбуза                                                                         | Лукаш Бауэр                                                                         |
| 5.3.2004   | Лахти            | Спринт свободным стилем            | Тобиас Фредрикссон                                                                  | Микаэль Эстберг                                                                          | Йорген Бринк                                                                        |
| 6.3.2004   | Лахти            | Командный спринт                   | Россия I · Николай Панкратов · Василий Рочев                                        | Швеция I · Матс Ларссон · Бьёрн Линд                                                     | Норвегия II · Одд-Бьёрн Йельмесет · Йенс Арне Свартедал                             |
| 7.3.2004   | Лахти            | 15 км классическим стилем          | Фруде Эстиль                                                                        | Яак Маэ                                                                                  | Андрус Веэрпалу                                                                     |
| 12.3.2004  | Праджелато       | Спринт свободным стилем            | Фредди Швайнбахер                                                                   | Йенс Арне Свартедал                                                                      | Бёрре Несс                                                                          |
| 14.3.2004  | Праджелато       | 30 км свободным стилем             | Кристиан Хоффман                                                                    | Рене Зоммерфельдт                                                                        | Томас Мориггль                                                                      |

### Итоговое положение
Показана первая десятка
| 1.  | Рене Зоммерфельдт   | 956 |
| 2.  | Матиас Фредрикссон  | 606 |
| 3.  | Йенс Арне Свартедал | 592 |
| 4.  | Тобиас Ангерер      | 582 |
| 5.  | Аксель Тайхман      | 575 |
| 6.  | Фруде Эстиль        | 558 |
| 7.  | Андрус Веэрпалу     | 539 |
| 8.  | Фульвио Вальбуза    | 462 |
| 9.  | Тобиас Фредрикссон  | 436 |
| 10. | Андерс Сёдергрен    | 434 |

| 1.  | Рене Зоммерфельдт     | 902 |
| 2.  | Матиас Фредрикссон    | 569 |
| 3.  | Фруде Эстиль          | 558 |
| 4.  | Аксель Тайхман        | 495 |
| 5.  | Тобиас Ангерер        | 488 |
| 6.  | Андрус Веэрпалу       | 465 |
| 7.  | Фульвио Вальбуза      | 439 |
| 8.  | Андерс Сёдергрен      | 434 |
| 9.  | Лукаш Бауэр           | 420 |
| 10. | Пьетро Пиллер Коттрер | 411 |

| 1.  | Тобиас Фредрикссон  | 410 |
| 2.  | Йенс Арне Свартедал | 381 |
| 3.  | Ховард Бьеркели     | 337 |
| 4.  | Тур Арне Хетланн    | 296 |
| 5.  | Петер Ларссон       | 270 |
| 6.  | Йон Кристиан Даль   | 237 |
| 7.  | Януш Кренжелок      | 226 |
| 8.  | Йорген Бринк        | 212 |
| 9.  | Бьёрн Линд          | 211 |
| 10. | Андерс Хёгберг      | 191 |

## Женщины

### Гонки
| Дата       | Место проведения | Дисциплина                         | Победитель                                                                             | Второе место                                                                     | Третье место                                                                         |
| ---------- | ---------------- | ---------------------------------- | -------------------------------------------------------------------------------------- | -------------------------------------------------------------------------------- | ------------------------------------------------------------------------------------ |
| 25.10.2003 | Дюссельдорф      | Спринт свободным стилем            | Габриэлла Паруцци                                                                      | Алёна Сидько                                                                     | Евгения Хахина                                                                       |
| 26.10.2003 | Дюссельдорф      | Командный спринт                   | Норвегия I · Хильде Педерсен · Марит Бьёрген                                           | Германия I · Уши Дизль · Клаудия Кюнцель                                         | Россия I · Алёна Сидько · Евгения Хахина                                             |
| 22.11.2003 | Бейтостёлен      | 10 км свободным стилем             | Кристина Шмигун                                                                        | Валентина Шевченко                                                               | Клаудия Кюнцель                                                                      |
| 23.11.2003 | Бейтостёлен      | Эстафета 4х5 км                    | Норвегия · Вибеке Скофтеруд · Хильде Педерсен · Кристин Стёрмер Стейра · Марит Бьёрген | Германия · Мануэла Хенкель · Штефани Бёлер · Клаудия Кюнцель · Эви Захенбахер    | Россия · Евгения Хахина · Алёна Сидько · Екатерина Воронцова · Ольга Завьялова       |
| 28.11.2003 | Куусамо          | 10 км классическим стилем          | Валентина Шевченко                                                                     | Вибеке Скофтеруд                                                                 | Кристина Шмигун                                                                      |
| 29.11.2003 | Куусамо          | 15 км свободным стилем             | Кристина Шмигун                                                                        | Ольга Завьялова                                                                  | Эви Захенбахер                                                                       |
| 6.12.2003  | Доббьяко         | 15 км свободным стилем, масс-старт | Кристина Шмигун                                                                        | Валентина Шевченко                                                               | Клаудия Кюнцель                                                                      |
| 7.12.2003  | Доббьяко         | Командный спринт                   | Норвегия I · Хильде Педерсен · Марит Бьёрген                                           | Германия I · Эви Захенбахер · Клаудия Кюнцель                                    | Италия II · Карин Мородер · Кристина Келдер                                          |
| 13.12.2003 | Давос            | 10 км классическим стилем          | Валентина Шевченко                                                                     | Вирпи Куйтунен                                                                   | Габриэлла Паруцци                                                                    |
| 14.12.2003 | Давос            | Эстафета 4х5 км                    | Норвегия · Вибеке Скофтеруд · Марит Бьёрген · Кристин Мюрер Стемланд · Хильде Педерсен | Германия · Штефани Бёлер · Мануэла Хенкель · Клаудия Кюнцель · Эви Захенбахер    | Россия · Лариса Куркина · Лилия Васильева · Екатерина Воронцова · Ольга Завьялова    |
| 16.12.2003 | Валь-ди-Фьемме   | Спринт классическим стилем         | Марит Бьёрген                                                                          | Анна Дальберг                                                                    | Мануэла Хенкель                                                                      |
| 20.12.2003 | Рамзау           | 10 км свободным стилем             | Катержина Нойманова                                                                    | Кристина Шмигун                                                                  | Габриэлла Паруцци                                                                    |
| 21.12.2003 | Рамзау           | Скиатлон 7,5+7,5 км                | Кристина Шмигун                                                                        | Валентина Шевченко                                                               | Клаудия Кюнцель                                                                      |
| 6.1.2004   | Фалун            | 15 км свободным стилем             | Катержина Нойманова                                                                    | Габриэлла Паруцци                                                                | Кристина Шмигун                                                                      |
| 10.1.2004  | Отепя            | 15 км свободным стилем, масс-старт | Клаудия Кюнцель                                                                        | Кристина Шмигун                                                                  | Хильде Педерсен                                                                      |
| 11.1.2004  | Отепя            | Эстафета 4х5 км                    | Норвегия · Вибеке Скофтеруд · Хильде Педерсен · Кристин Стёрмер Стейра · Марит Бьёрген | Германия · Мануэла Хенкель · Виола Бауэр · Эви Захенбахер · Клаудия Кюнцель      | Финляндия · Кирси Вялимаа · Айно-Кайса Сааринен · Рийкка Сарасоя · Вирпи Куйтунен    |
| 17.1.2004  | Нове-Место       | 10 км классическим стилем          | Габриэлла Паруцци                                                                      | Клаудия Кюнцель                                                                  | Катержина Нойманова                                                                  |
| 18.1.2004  | Нове-Место       | Спринт свободным стилем            | Марит Бьёрген                                                                          | Вирпи Куйтунен                                                                   | Пирьё Маннинен                                                                       |
| 25.1.2004  | Валь-ди-Фьемме   | 70 км свободным стилем             | Габриэлла Паруцци                                                                      | Валентина Шевченко                                                               | Мануэла Хенкель                                                                      |
| 7.2.2004   | Ла-Клюза         | 10 км свободным стилем             | Катержина Нойманова                                                                    | Юлия Чепалова                                                                    | Сабина Вальбуза                                                                      |
| 8.2.2004   | Ла-Клюза         | Эстафета 4х5 км                    | Россия · Лариса Куркина · Лилия Васильева · Екатерина Воронцова · Ольга Завьялова      | Германия · Мануэла Хенкель · Виола Бауэр · Анке Решвамм-Шульце · Клаудия Кюнцель | Италия · Марианна Лонга · Габриэлла Паруцци · Антонелла Конфортола · Сабина Вальбуза |
| 14.2.2004  | Оберстдорф       | 15 км свободным стилем             | Юлия Чепалова                                                                          | Хильде Педерсен                                                                  | Ольга Завьялова                                                                      |
| 15.2.2004  | Оберстдорф       | Командный спринт                   | Норвегия I · Хильде Педерсен · Марит Бьёрген                                           | Германия I · Эви Захенбахер · Клаудия Кюнцель                                    | Германия II · Мануэла Хенкель · Изабель Клаус                                        |
| 18.2.2004  | Стокгольм        | Спринт классическим стилем         | Марит Бьёрген                                                                          | Анна Дальберг                                                                    | Элла Йёмле                                                                           |
| 21.2.2004  | Умео             | 10 км классическим стилем          | Катержина Нойманова                                                                    | Хильде Педерсен                                                                  | Марит Бьёрген                                                                        |
| 22.2.2004  | Умео             | Эстафета 4х5 км                    | Норвегия · Вибеке Скофтеруд · Марит Бьёрген · Кристин Стёрмер Стейра · Хильде Педерсен | Россия · Лариса Куркина · Ольга Завьялова · Екатерина Воронцова · Юлия Чепалова  | Финляндия · Айно-Кайса Сааринен · Сату Салонен · Рийкка Сарасоя · Кати Веняляйнен    |
| 24.2.2004  | Тронхейм         | Спринт свободным стилем            | Марит Бьёрген                                                                          | Эви Захенбахер                                                                   | Клаудия Кюнцель                                                                      |
| 26.2.2004  | Драммен          | Спринт классическим стилем         | Марит Бьёрген                                                                          | Вирпи Куйтунен                                                                   | Элина Хиетамяки                                                                      |
| 28.2.2004  | Осло             | 30 км свободным стилем             | Юлия Чепалова                                                                          | Сабина Вальбуза                                                                  | Валентина Шевченко                                                                   |
| 5.3.2004   | Лахти            | Спринт свободным стилем            | Марит Бьёрген                                                                          | Габриэлла Паруцци                                                                | Анна Дальберг                                                                        |
| 6.3.2004   | Лахти            | Командный спринт                   | Норвегия I · Элла Йёмле · Хильде Педерсен                                              | Финляндия I · Элина Хиетамяки · Пирьё Маннинен                                   | Россия · Лариса Куркина · Ольга Завьялова                                            |
| 7.3.2004   | Лахти            | 10 км классическим стилем          | Вирпи Куйтунен                                                                         | Габриэлла Паруцци                                                                | Ольга Завьялова                                                                      |
| 12.3.2004  | Праджелато       | Спринт свободным стилем            | Марит Бьёрген                                                                          | Бекки Скотт                                                                      | Элина Хиетамяки                                                                      |
| 14.3.2004  | Праджелато       | 15 км свободным стилем             | Сабина Вальбуза                                                                        | Юлия Чепалова                                                                    | Катержина Нойманова                                                                  |

### Итоговое положение
Показана первая десятка
| 1.  | Габриэлла Паруцци   | 1228 |
| 2.  | Марит Бьёрген       | 1139 |
| 3.  | Валентина Шевченко  | 983  |
| 4.  | Хильде Педерсен     | 856  |
| 5.  | Кристина Шмигун     | 853  |
| 6.  | Вирпи Куйтунен      | 848  |
| 7.  | Клаудия Кюнцель     | 762  |
| 8.  | Ольга Завьялова     | 664  |
| 9.  | Катержина Нойманова | 629  |
| 10. | Сабина Вальбуза     | 554  |

| 1.  | Валентина Шевченко  | 983 |
| 2.  | Габриэлла Паруцци   | 870 |
| 3.  | Кристина Шмигун     | 839 |
| 4.  | Хильде Педерсен     | 656 |
| 5.  | Ольга Завьялова     | 625 |
| 6.  | Клаудия Кюнцель     | 587 |
| 7.  | Вирпи Куйтунен      | 543 |
| 8.  | Катержина Нойманова | 542 |
| 9.  | Сабина Вальбуза     | 527 |
| 10. | Юлия Чепалова       | 460 |

| 1.  | Марит Бьёрген       | 745 |
| 2.  | Габриэлла Паруцци   | 358 |
| 3.  | Анна Дальберг       | 330 |
| 4.  | Вирпи Куйтунен      | 305 |
| 5.  | Элина Хиетамяки     | 268 |
| 6.  | Бекки Скотт         | 229 |
| 7.  | Айно-Кайса Сааринен | 205 |
| 8.  | Хильде Педерсен     | 200 |
| 9.  | Мануэла Хенкель     | 189 |
| 10. | Клаудия Кюнцель     | 175 |